# Île Laurie
Pour l’article ayant un titre homophone, voir Lori.
L'île Laurie (Lauría en espagnol, Laurie en anglais) est une île du cercle antarctique, la deuxième en superficie des îles Orcades du Sud. Elle est revendiquée à la fois par l'Argentine, comme faisant partie de l'Antarctique argentin, et par le Royaume-Uni, comme une partie du territoire antarctique britannique. Néanmoins, selon le traité sur l'Antarctique (1959), toute revendication nationaliste au sujet de terres au sud du 60e parallèle est infondée.

## Géographie

### Situation

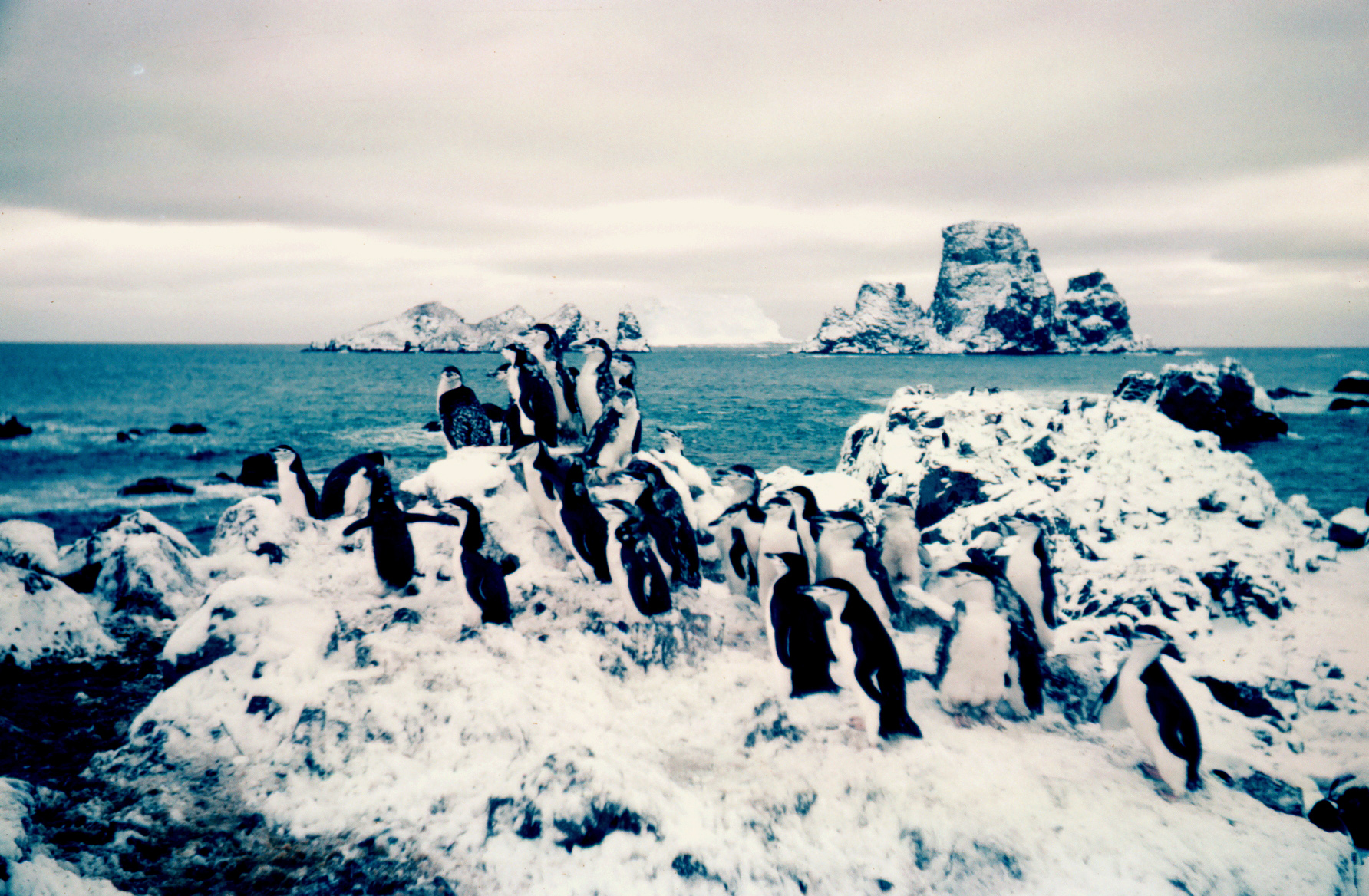
Manchots à jugulaire, au cap Geddes (île Laurie) en 1962. Au fond, les rochers de Rudmose.

L'île Laurie appartient à l'archipel des îles Orcades du Sud et en est l'île la plus orientale. Elle se situe légèrement au sud du 60e parallèle.

### Géographie physique
L'île Laurie se présente sous la forme de deux îles de taille inégale reliées par un isthme de 300 m de large entre la baie Scotia et l'anse Uruguay. Chacune de ces presqu'îles se caractérisent par la présence de plusieurs péninsules.
La partie ouest de Laurie, la plus petite, comporte deux péninsules : Makenzie et Mossman. À son extrémité nord se dresse le cap Robertson. Au sud, la péninsule Mossman se divise en deux bandes de terre dont l'une s'achève par le cap Burn Murdoch.
La partie est de l'île est davantage peuplée d'oiseaux, notamment le cap Geddes, face aux rochers de Rudmose. Le cap Geddes forme avec la péninsule Pirie la baie de Brown et, avec la péninsule Watson, une baie beaucoup plus petite. Enfin, l'île se termine à l'est par le cap Dundas, sur la péninsule Ferrier.
C'est sur l'isthme, à proximité de la cabane originelle (Omond House (es)), datant 1903, que s'est établie, à partir de 1905, la base argentine Orcadas.

### Géologie
L'expédition écossaise du Scotia (1903) a étudié la géologie de l'île et a noté la présence de fossiles graptolites à l'ouest du cap Dundas, sur un îlot nommé « île Graptolite ». Le sol de Laurie date du Silurien inférieur et du Silurien supérieur. L'île est entièrement faite de rocs sédimentaires, ce qui, géologiquement, la relie aux continents africain et sud-américain.

### Climat

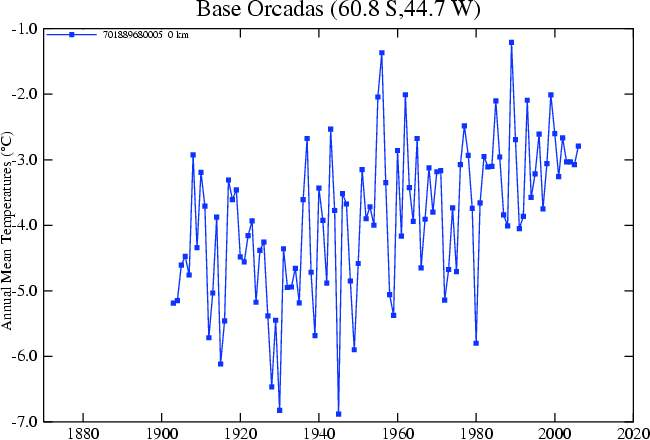
Températures moyennes relevées au cours du XXe siècle sur la base Orcadas.

L'île Laurie est régulièrement exposée à des vents d'ouest et de nord-ouest. L'air venu du sud tend à dégager le ciel. Comme dans l'ensemble des îles du continent antarctique, les écarts de température peuvent être considérables d'un moment à l'autre de la journée. Par un effet de foehn, le vent du nord peut accroître la température de plus de 20 °C en quelques dizaines de minutes.

#### Données météorologiques
Les données ci-dessous proviennent des relevés de la base Orcadas :
- Température maximale : +12,6 °C
- Température minimale : −44,0 °C
- Humidité relative moyenne : 86 %
- Vitesse moyenne du vent : 4,6 m/s
- Pression atmosphérique moyenne : 992 hPa

Températures moyennes
- Mois le plus chaud (février) : 0,5 °C
- Mois le plus froid (juillet) : −10,5 °C
- Température annuelle moyenne : −4,2 °C

Précipitations moyennes
- Mois le plus humide (mars) : 59,4 mm
- Mois le plus sec (décembre) : 33,8 mm
- Précipitations annuelles : 485,8 mm

L'île est sous la neige durant tout l'hiver, du moins le sud de l'île, la partie nord bénéficiant de conditions légèrement moins extrêmes.

### Balise
Une balise de signalisation maritime est montée dans l'une des tours de télécommunications de la base.

### Faune
L'île Laurie est une zone de reproduction pour de nombreux oiseaux de mer, parmi lesquels le plus représenté est le manchot Adélie (Pygoscelis adeliae),. Ces oiseaux arrivent en grand nombre (plus de 200 000) sur l'île avec l'été. L'île abrite aussi de nombreuses otaries (Arctocephalus gazella). Une étude menée de janvier à avril 1988 sur une population d'otaries de la péninsule de Mossman, sur l'île Laurie, a montré que ces mammifères se nourrissaient tous de krill et la plupart (78,8 %) de poisson. Une minorité (34,3 %), en revanche, se nourrissait aussi de calamar, notamment en automne.
On trouve aussi aux abords de l'île de la morue de roche (Lotella rhacina) en grande quantité.

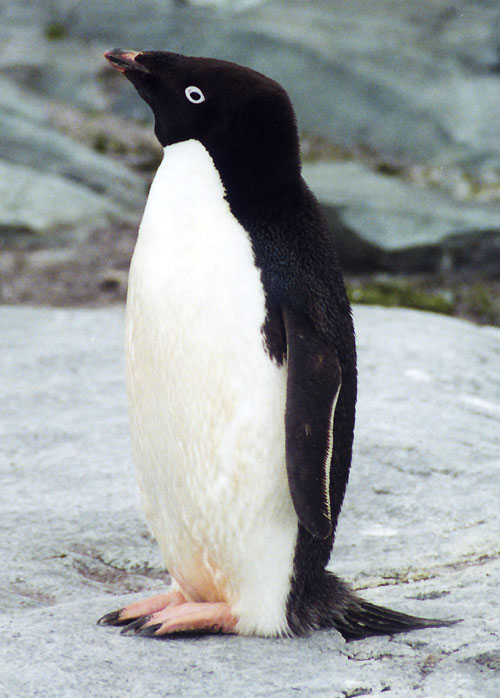
Manchot Adélie (Pygoscelis adeliae).
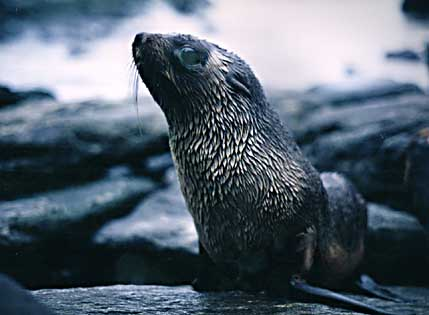
Otarie à fourrure antarctique (Arctocephalus gazella).
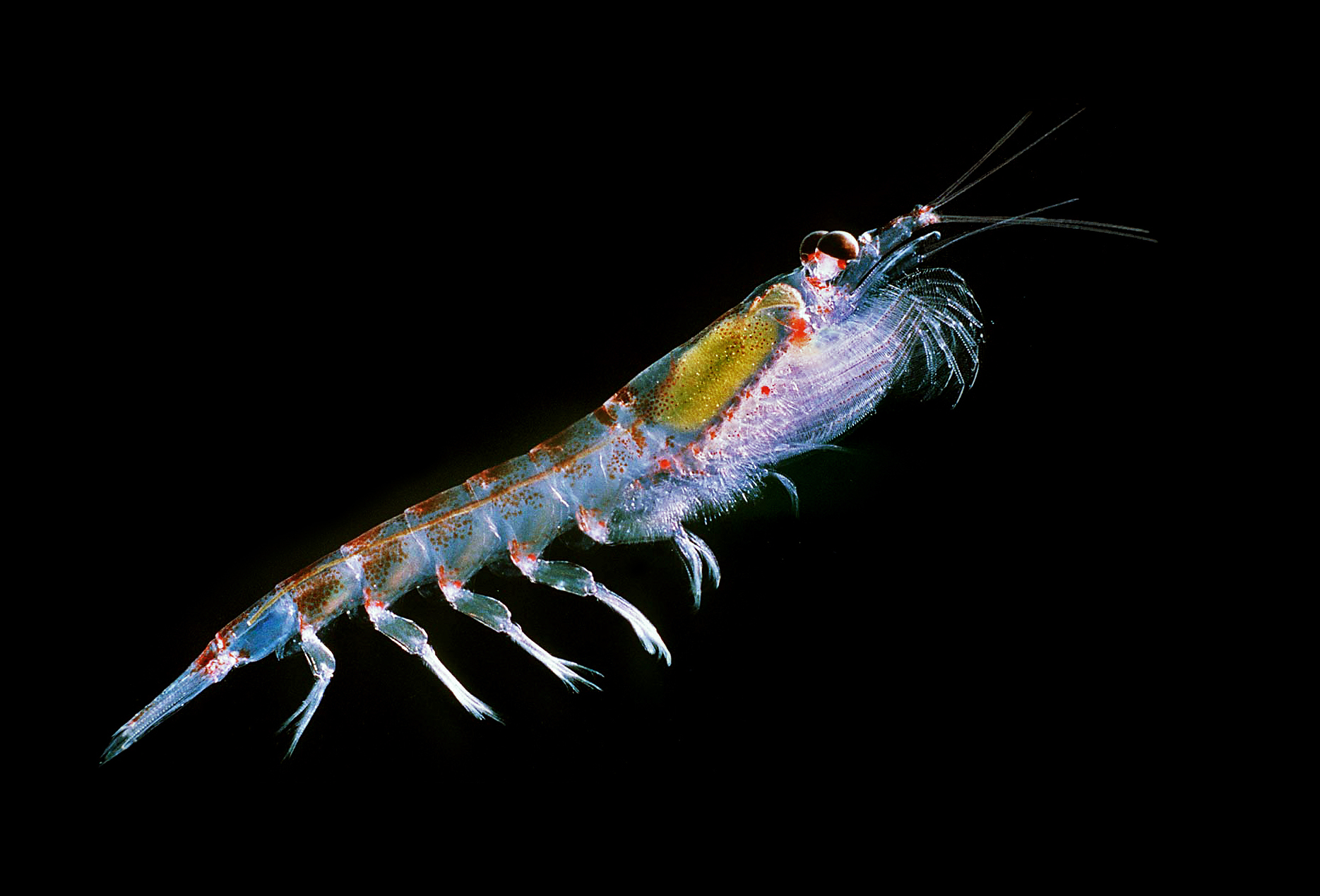
Krill (Euphausia superba).
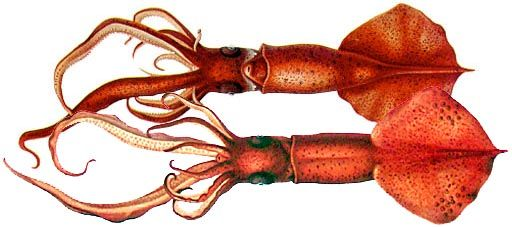
Calamar (Architeuthis sp.).

### Flore
La flore de l'île se limite à quelques algues macroscopiques qui poussent le long de la côte, ainsi qu'à des mousses, dénommées lichen, issues d'une symbiose entre un champignon hétérotrophe et une algue verte.

## Histoire

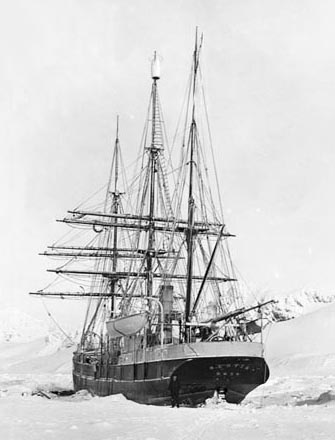
Le Scotia à l'île Laurie durant l'expédition nationale antarctique écossaise de 1903.

### Découverte
L'archipel des Ocades du Sud a vraisemblablement été reconnu par le navigateur espagnol Gabriel de Castilla (1577-v. 1620), explorateur des régions alors dénommées Terra Australis. Des baleiniers de diverses nationalités (anglais, espagnols ou sud-américains) y croisaient lors du XVIIIe siècle.
Officiellement, l'île Laurie, comme l'archipel des Orcades du Sud, a été découverte en février 1819 par James Weddell, un navigateur britannique, puis, en décembre 1821, par George Powell, un baleinier britannique, et Nathaniel Palmer, un baleinier américain.

### L'expéditionScotia
La première base sur l'île, Omond House (es), installée sur l'île le 26 mars 1903, est l'œuvre de William Speirs Bruce lors de l'expédition nationale antarctique écossaise de 1903. Abandonnée le 22 février 1904, dans un état de délabrement avancé, puis remise à l'Argentine qui construira, en 1905, une première cabane en bois, la casa Moneta, 250 m au nord. Ce sera le début de la base antarctique Orcadas, complétée au fil des décennies par des bâtiments modernes. C'est aujourd'hui la seule zone habitée de l'île.
Le nom d'Omond a été primitivement donné à la base en l'honneur de Robert T. Omond (en), météorologiste écossais. La base consistait à l'origine en une habitation en bois, qui fut progressivement agrandie au fil des années.
Le 6 août 1903, l'ingénieur en chef du Scotia, Allan George Ramsay, qui avait participé à la totalité de l'expédition, meurt, sans doute d'un infarctus provoqué par un froid vif. Il a été enterré deux jours plus tard sur la plage bordant la baie de Scotia.
L'île est classée comme site historique de l'Antarctique du fait de la présence de la cabane primitive de 1903, de la cabane météorologique de 1905 et du cimetière comportant 12 tombes.